# Susanne Sundfør (album)
Pour l’article homonyme, voir Susanne Sundfør.
Albums de Susanne Sundfør
Take One
(2008)
Singles
1. Walls
Sortie : 13 novembre 2006
2. I Resign
Sortie : 2007

Susanne Sundfør est le premier album de l'artiste norvégienne Susanne Sundfør, sorti en 2007.

## Conception et réception
Produit par Geir Luedy (Chocolate Overdose, Mona Lisa Overdrive, Unge Frusterte Menn) et édité par le label Your Favourite Music, il resta classé pendant 23 semaines dans le Top 40 norvégien (meilleur classement: troisième) et s'écoula à plus de 20 000 exemplaires (disque d'or). 
Sundfør reçut le Spellemanprisen d'artiste féminine de l'année 2007 pour cet album. 

## Liste des chansons
| No  | Titre                             | Durée |
| --- | --------------------------------- | ----- |
| 1.  | I Resign                          | 4:19  |
| 2.  | The Waves (instrumental)          | 0:55  |
| 3.  | Dear John,                        | 3:18  |
| 4.  | Walls                             | 4:24  |
| 5.  | Gravity                           | 4:25  |
| 6.  | Moments                           | 4:37  |
| 7.  | The Dance                         | 3:23  |
| 8.  | Morocco (avec Odd Martin Skålnes) | 4:34  |
| 9.  | Torn To Pieces                    | 3:16  |
| 10. | Day Of The Titans                 | 5:03  |
| 11. | After You Left                    | 11:59 |